# Пауліна (Куявсько-Поморське воєводство)
Пауліна (пол. Paulina) — село в Польщі, у гміні Кциня Накельського повіту Куявсько-Поморського воєводства.
Населення — 145 осіб (2011).
У 1975-1998 роках село належало до Бидгощського воєводства.

## Демографія
Демографічна структура станом на 31 березня 2011 року:
|          | Загалом | Допрацездатний вік | Працездатний вік | Постпрацездатний вік |
| -------- | ------- | ------------------ | ---------------- | -------------------- |
| Чоловіки | 77      | 19                 | 54               | 4                    |
| Жінки    | 68      | 14                 | 40               | 14                   |
| Разом    | 145     | 33                 | 94               | 18                   |